# Erfahrungswissen für Initiativen
Erfahrungswissen für Initiativen (EFI) war die Bezeichnung für ein Modellprogramm zur Gewinnung und Qualifizierung lebens- und berufserfahrener Menschen für ein selbstgewähltes und selbstgestaltetes bürgerschaftliches Engagement in der nachberuflichen Zeit. Die Ausbildung erfolgt nach einem bundesweit gültigen Curriculum. Die Absolventen der Qualifizierung erhalten das Zertifikat „senior Trainerin“. Oft bezeichnen sie sich auch als „EFIs“. seniorTrainerinnen unterstützen bestehende Gruppen im freiwilligen Engagement und initiieren neue Projekte beziehungsweise Gruppen, die sich zu selbstbestimmten Zielen sozial engagieren.

## Das Bundesmodellprogramm 2002–2006
Die ersten seniorTrainerinnen wurden im Rahmen des Bundesmodellprogramms „Erfahrungswissen für Initiativen“ ausgebildet, das von 2002 bis 2006 vom Bundesministerium für Familie, Senioren, Frauen und Jugend in Kooperation mit zehn Bundesländern und freien Verbänden und Vereinen gefördert wurde. In diesem Zeitraum wurden von unterschiedlichen Bildungsträgern 942 ältere Menschen auf ihr freiwilliges Engagement vorbereitet. Die meisten Teilnehmer waren zwischen 55 und 70 Jahre alt, zu etwa gleichen Teilen Frauen und Männer, viele mit im Vergleich zu anderen in der Altersgruppe überdurchschnittlichem Ausbildungsniveau. Über 80 % der Kursteilnehmenden entwickelten im Anschluss ein eigenes Projekt im bürgerschaftlichen Engagement auf. Die Begleitung der seniorTrainerinnen wurde durch regionale Anlaufstellen (Agenturen für Bürgerengagement) übernommen. Dabei handelte es sich in der Regel um etablierte Freiwilligen-Agenturen, Seniorenbüros oder Selbsthilfekontaktstellen.
Die am Bundesmodellprogramm beteiligten Bundesländer waren: Bayern, Brandenburg, Hamburg, Hessen, Mecklenburg-Vorpommern, Niedersachsen, Nordrhein-Westfalen, Rheinland-Pfalz, Schleswig-Holstein und Thüringen.

## Das Bildungskonzept
Für das Modellprogramm wurde von einer wissenschaftlichen Kommission unter Leitung von Detlef Knopf unter der Beteiligung von Bildungsträgern ein Bildungskonzept entwickelt. Die Konzepte unterscheiden sich zwar geringfügig zwischen den Bundesländern, sind aber in der Regel an Kerngedanken des Bundesmodellprogramms orientiert. Dazu gehört in erster Linie der Gedanke des „rolemaking“ (eigene Rolle entwickeln) im Gegensatz zum „roletaking“ (vorgegebene Rolle übernehmen). Die Teilnehmenden sollen im Verlauf des Bildungsprogramms motiviert werden, auf der Basis ihres in Beruf und Familie erworbenen Erfahrungswissens eine eigene Rolle im freiwilligen Engagement zu finden und zu gestalten. Ein zugrundeliegender Gedanke ist, dass Menschen Erfahrungswissen an die Gesellschaft weitergeben oder noch einmal neu anfangen und Interessen und Fähigkeiten Raum geben können, denen sie während der beruflichen Tätigkeit nicht nachgehen konnten. Engagement soll für die Freiwilligen zu einer persönlichen Herausforderung werden.
Im Bildungsprogramm geht es deshalb um die Aktivierung vorhandener Potentiale und Erfahrungen, die Unterstützung bei der Entwicklung und Formulierung von persönlichen Anliegen („Herzensanliegen“) und um die Übertragung der persönlichen Motivation in konkrete Projektideen.
Ein wesentliches Merkmal des Bildungsprogramms ist die Inspiration über kreative Zugänge und Methoden, „da Innovation mit Leichtigkeit geschieht, und nicht, wie wir in der Regel gelernt haben, mit großer Anstrengung und Mühe.“

## Weiterentwicklung des Programms
In sieben der am Bundesmodellprogramm „Erfahrungswissen für Initiativen“ beteiligten Bundesländer wird die Qualifizierung seniorTrainerinnen in Kooperation mit Bildungsträgern und zusätzlichen regionalen Anlaufstellen weiter angeboten (Bayern, Brandenburg, Hamburg, Mecklenburg-Vorpommern, Nordrhein-Westfalen, Rheinland-Pfalz und Schleswig-Holstein). Teile der Konzeption des Modellprogramms wurden in neue Förderprogramme übernommen, u. a. in das Modellprogramm „Generationenübergreifende Freiwilligendienste“ oder das von der Robert Bosch Stiftung geförderte Projekt „Den demografischen Wandel in Kommunen mitgestalten - Erfahrungswissen der Älteren nutzen“. Im Verlauf der Nachhaltigkeit des Projekts haben sich eigene Organisationsstrukturen herausgebildet. In Zusammenarbeit mit den Freiwilligenagenturen sind Seniorkompetenzteams und auch schon EFI-Landesnetzwerke entstanden.

## Bundesarbeitsgemeinschaft EFI Deutschland e.V.
In der Mitgliederversammlung am 11. März 2010 wurde die Auflösung des Vereins „EFI Deutschland e. V.“ beschlossen. Da ein eventuelles Vermögen gemäß der Vereinssatzung zu steuerbegünstigten Zwecken zu verwenden ist, befand sich der Verein seitdem in der Liquidation; diese ist zwischenzeitlich abgeschlossen, der Verein damit erloschen und auch im Vereinsregister gelöscht.
Die Liquidatoren legen im Übrigen Wert auf die Feststellung, dass die Bundesarbeitsgemeinschaft (BAG) der seniorTrainer keine Nachfolgeorganisation von EFI Deutschland e. V. ist. Die BAG ist weder rechtsfähig noch teilrechtsfähig.

## Bundesarbeitsgemeinschaft seniorTrainer
Kurz nach der Beschlussfassung über die Auflösung des Vereins EFI Deutschland wurde die BAG seniorTrainer gegründet.
Sie ist der Zusammenschluss der Landesarbeitsgemeinschaft EFI / seniorTrainer, fördert die Vernetzung der Länder untereinander, möchte Entwicklungen in den Ländern unterstützen und dem bürgerschaftlichen Engagement von seniorTrainern bundesweit einen höheren Stellenwert geben. Ziel ist, die Sicherung und Weiterentwicklung aus dem Bundesmodellprogramm und der praktischen jahrelangen Erfahrung.

## Landesarbeitsgemeinschaft EFI Bayern e.V.
Am 28. Mai 2009 gründeten in Nürnberg 17 bayerische seniorTrainerinnen und seniorTrainer die Landesarbeitsgemeinschaft EFI Bayern.

Aufnahmeantrag auf gut bayerische Art

Die Landesarbeitsgemeinschaft EFI Bayern e. V. vertritt die Interessen der ehrenamtlich arbeitenden bayerischen seniorTrainerinnen und seniorTrainer. Hauptziel ist es, einerseits die die im Rahmen des Bundesmodellprojekts „Erfahrungswissen für Initiativen (EFI)“ gewonnenen Erkenntnisse zur Förderung des bürgerschaftlichen Engagements älterer Menschen weiterzuentwickeln und das EFI-Konzept bayernweit auszubauen und andererseits für die Vernetzung und den Erfahrungsaustausch zu sorgen. Dies auch insbesondere vor dem Hintergrund, dass Erfahrungswissen an die Jüngeren weiter gegeben wird. Im Rahmen von Qualifizierungsmaßnahmen für bürgerschaftlich engagierte ältere Menschen haben seit 2002 rund 1.200 seniorTrainerinnen und seniorTrainern in Bayern die Weiterbildung erfolgreich abgeschlossen.
Das Bayerische Staatsministerium für Arbeit und Soziales, Familie und Integration hat im Sommer 2014 die Seniorenakademie Bayern gegründet. Diese führt ab 2015 die Weiterbildung älterer Menschen zu seniorTrainerinnen und seniorTrainern (als Grundkurs durch). Die Landesarbeitsgemeinschaft EFI Bayern e. V. entwickelt ein Modell Aufbaukurse und wird dabei sowohl Präsenzveranstaltungen, blended learning und rein internetbasierte Angebote entwickeln.
Parallel dazu ist ein EFI-Wissensaustausch-Portal (WAP) entstanden. Dieses richtet sich an die seniorTrainerinnen-Community.
Dies sind ältere Frauen und Männer aus ganz unterschiedlichen Berufs- und Lebenskontexten, die ihr Erfahrungswissen und ihre Kompetenzen ehrenamtlich in die Gesellschaft einbringen und an andere weitergeben wollen.
Dieses Portal unterstützt die Aktivitäten der seniorTrainerinnen und deren Umfeld, wie z. B. Ehrenamtliche in den Projekten und Einrichtungen. Das Portal
- ermöglicht den Wissensaustausch über ehrenamtliche Projekte,
- unterstützt den Informations- und Kommunikationsaustausch zwischen bereits einander bekannten aber auch unbekannten Mitgliedern,
- verwaltet und pflegt das entstehende Beziehungsgeflecht zwischen den Mitgliedern.